# Dziga Vertov
Dziga Vertov (nascido Denis Arkadievitch Kaufman; Białystok, 2 de janeiro de 1896 — 12 de fevereiro de 1954) foi um cineasta, documentarista, experimental e jornalista soviético, o grande precursor do cinema directo, na sua versão de cinema verdade. Irmão mais velho dos diretores de fotografia Mikhail Kaufman e Boris Kaufman.

## Biografia
Nascido em uma família judia, muito jovem ainda Vertov começa a escrever poemas e estuda música durante quatro anos. Com 19 anos começa a estudar medicina, na mesma época em que cria o "laboratório do ouvido" onde registra e monta ruídos de todo o tipo com um velho fonógrafo Pathéphone. É também nesse período que muda seu nome para DZIGA - palavra ucraniana que significa roda que gira sem cessar e VERTOV - do russo vertet que significa rodar, girar. Também se declara futurista, muito influenciado por Maiakovski.
Após o discurso em que Lenin considera o cinema como o principal meio de divulgação da nova ordem social que se instala na União Soviética, Vertov se põe à disposição do Kino Komittet de Moscou (1918) tornando-se redator e montador do primeiro cinejornal de atualidades do Estado Soviético - o KINONEDELIA (Cinema Semana).
Em 1922, cria com sua mulher Elizaveta Svilova e seu irmão Mikhail Kaufman, o "Conselho dos Três" denominando-se kinoks - um composto das palavras russas kino (cine) e oko (olho). Começam a trabalhar no Kinopravda (Cinema verdade) e produzem 23 números dessas atualidades cinematográficas.
Em 1923 o grupo publica seu primeiro manifesto teórico com o título "A revolução dos kinoks"
Desse momento em diante Vertov desenvolve uma febril atividade tanto prática, de realizações de documentários, quanto teóricas. Todos os seus experimentos com as imagens colhidas do real são objeto de textos-manifestos em que ele declara seus princípios das relações entre olho/câmera/realidade/montagem. Todos os seus experimentos cinematográficos baseiam-se no exercício exaustivo de construção da expressão através da articulação desses quatro elementos.
Em 1929, Vertov lançou aquele que foi o mais revolucionário e experimental de seus filmes: Um Homem com uma câmera (Tchelovek s kinoapparatom). Silencioso e rico em imagens da União Soviética sob os mais diversos ângulos, a obra de Vertov pretendia desvelar os segredos do cinema, da técnica e da linguagem cinematográfica. Esse filme representou o rompimento definitivo entre o cinema de Vertov com a literatura e o teatro. O foco estava na experiência, na "cinessensação do mundo", exemplificando na prática as teorias desenvolvidas pelos Kinoks. A produção do filme marcou também outro rompimento definitivo, o da parceria entre Vertov e seu irmão, Mikhail Kaufman, pondo fim ao movimento Kinoks.

## Teoria e prática
Fez parte do movimento construtivista, escrevendo inúmeros artigos sobre a teoria do filme.
Seu filme Um Homem com uma Câmera é um marco na história do cinema, como documentário reflexivo (Bill Nichols). Filma o cotidiano de cidades russas, principalmente Moscovo (Moscou), com criatividade e lucidez. Planos pensados e repensados, a passagem de um simples fotograma a complexa estrutura narrativa mantendo a intenção poética são, por si sós, uma aula de cinema. Para associar o olho humano ao da câmera, usa por exemplo planos de uma persiana, numa metáfora da retina, do diafragma da objectiva, do cinema-olho, capaz de apreender o real.
A sua teoria do Kino Pravda, a do cinema-verdade, é fundadora de futuras teorias e práticas numa área fundamental do cinema: o contato direto do olho da câmera com o evento filmado, a verdadeira realidade, ao contrário da ficção, que precisa do plateau. Aí se diferencia Vertov de Eisenstein: a ideia, a encenação e o plateau, tal como no teatro.
Em seu manifesto mais conhecido, NÓS (1922), Vertov reforça o compromisso com a construção de um cinema soviético revolucionário, livre do sentimentalismo burguês e guiado pelo cine-olho:
| “ | NÓS declaramos que os velhos filmes romanceados e teatrais têm lepra. — Afastem-se deles! — Não os olhem! — Perigo de morte! — Contagiosos! NÓS afirmamos que o futuro da arte cinematográfica é a negação do seu presente. | ” |

A ideia é aquilo que tudo determina. Não escapa ao movimento da História e é expressão de um ideal humanista que se dinamiza na construção de uma sociedade justa.
O cinema-verdade foi amplamente explorado por Jean Rouch, que, na teoria e na prática, fez a sua síntese de Vertov e de Robert Flaherty.
Dziga Vertov foi um dos primeiros cineastas russos a usar técnicas de animação e desenvolver certos princípios fundamentais da montagem no cinema. Estabeleceram o ABC das linguagem cinematográfica. Para Vertov a montagem é a alma do filme, o motor da sua estética e do seu sentido. O trabalho de Dizga Vertov foi fundamental para o desenvolvimento da construção dramática e melhoria do cinema e para o surgimento do cinema direto nos anos sessenta, com o desenvolvimento das técnicas de filmagem com câmaras leves com som síncrono.

## Morte
Dziga Vertov morreu em Moscou, no dia 12 de fevereiro de 1954, quando, aos 58 anos de idade, não foi mais capaz de resistir ao câncer que o afligia.

## Filmografia
- 1919 Kino Nedelia, A Semana no Cinema
- 1919 Aniversário da Revolução
- 1922 História da Guerra Civil
- 1924 Brinquedos Soviéticos
- 1924 Cine-Olho
- 1925 Kino-Pravda
- 1926 A Sexta Parte do Mundo
- 1928 O Onézimo
- 1929 Um Homem com uma Câmera (br)/O Homem da Câmara de Filmar (pt)
- 1931 Entusiasmo (Sinfonia de Donbass)
- 1934 Três Canções para Lênin
- 1937 Memórias de Sergo Ordjonikidze
- 1938 Três Heroínas
- 1944 Nas Montanhas de Ala-Tau
- 1954 Notícias